# Lösan
Lösan (Leshan) (egyszerűsített kínai írással: 乐山市, pinjin: Lèshān Shì) prefektúra szintű város Kínában, Szecsuan (Sichuan) tartományban. Lakosainak száma 3 160 168 fő (2020).

## Népesség
| 2010 | 3 235 759 |
| 2020 | 3 160 168 |

## Közlekedés

### Vasút
A várost két jelentős vasútvonal is érinti: a Csengtu–Kujjang nagysebességű vasútvonal és a Csengtu–Mienjang–Lösan intercity vasútvonal.

## Látnivalók
Itt található a Omej-hegy, mely egyike Kína szent hegyeinek.

## Testvérvárosok
- Issy-les-Moulineaux